# Vespamima
Vespamima is een geslacht van vlinders van de familie wespvlinders (Sesiidae).

## Soorten
- V. novaroensis (Edwards, 1881)
- V. pini (Kellicott, 1881)
- V. sequoiae (Edwards, 1881)